# What a Fool Believes
What a Fool Believes è un brano musicale scritto da Michael McDonald e Kenny Loggins, incisa dai The Doobie Brothers per il loro album del 1978 Minute by Minute (con McDonald cantante principale).
Il singolo raggiunse la posizione numero 1 della Billboard Hot 100 il 14 aprile 1979, rimanendoci solo una settimana. Tuttavia, la canzone ricevette il Grammy Awards nel 1980 come "miglior canzone dell'anno" e "miglior disco dell'anno".
Negli anni successivi numerosi artisti si sono cimentati in una cover della canzone, fra cui si possono ricordare Aretha Franklin, Matt Bianco, George Michael, Dionne Warwick e gli italiani Neri per Caso.

## Cover
Nel 2008 il gruppo vocale dei Neri per Caso ha registrato una cover di What a Fool Believes, che vede la partecipazione di Mario Biondi. Il singolo uscito il 14 febbraio anticipa l'uscita dell'album Angoli diversi.

### Tracce
1. What a Fool Believes

## Classifiche

### FIMI
| Posizione | 12 | 11 | 14 |